# Orthosia askoldensis
Orthosia askoldensis är en fjärilsart som beskrevs av Otto Staudinger 1892. Arten förekommer i östra Asien och ingår i släktet Orthosia i familjen nattflyn. Inga underarter finns listade i Catalogue of Life.
Arten delas upp i två underarter:
- Orthosia askoldensis askoldensis – typlokal: ön Askold i östra Sibirien
- Orthosia askoldensis turpika (Hreblay, 1991) – typlokal: Tsagaan Davaa i provinsen Töv i centrala Mongoliet.[3]